# Десятки
Десятки — хутор в Острогожскм районе Воронежской области.. Входит в Болдыревское сельское поселение.

## Население
| 2000 | 2005 | 2010 |
| ---- | ---- | ---- |
| 26   | ↘20  | ↘15  |

## Инфраструктура
В хуторе имеется одна улица — Лесная.